# Торнгерст Тауншип (округ Лекаванна, Пенсільванія)
Торнгерст Тауншип (англ. Thornhurst Township) — селище (англ. township) в США, в окрузі Лекаванна штату Пенсільванія. Населення — 1008 осіб (2020).

## Демографія
Згідно з переписом 2010 року, у селищі мешкало 1085 осіб у 431 домогосподарстві у складі 303 родин. Було 617 помешкань
Расовий склад населення:
| - 95,9 % — білих - 1,3 % — чорних або афроамериканців - 0,7 % — азіатів - 0,2 % — корінних американців |

До двох чи більше рас належало 1,4 %. Частка іспаномовних становила 3,6 % від усіх жителів.
За віковим діапазоном населення розподілялося таким чином: 23,1 % — особи молодші 18 років, 62,7 % — особи у віці 18—64 років, 14,2 % — особи у віці 65 років та старші. Медіана віку мешканця становила 42,5 року. На 100 осіб жіночої статі у селищі припадало 106,7 чоловіків;  на 100 жінок у віці від 18 років та старших — 104,4 чоловіків також старших 18 років.
Середній дохід на одне домашнє господарство  становив 59 323 долари США (медіана — 50 500), а середній дохід на одну сім'ю — 65 965 доларів (медіана — 57 656). Медіана доходів становила 37 235 доларів для чоловіків та 34 722 долари для жінок. За межею бідності перебувало 5,9 % осіб, у тому числі 5,6 % дітей у віці до 18 років та 5,2 % осіб у віці 65 років та старших.
Цивільне працевлаштоване населення становило 524 особи. Основні галузі зайнятості: роздрібна торгівля — 26,1 %, освіта, охорона здоров'я та соціальна допомога — 14,7 %, фінанси, страхування та нерухомість — 9,4 %, мистецтво, розваги та відпочинок — 8,6 %.